# ヘイ・マンデー
ヘイ・マンデー（Hey Monday）は、アメリカ・フロリダ州出身のポップ・パンクバンドである。2008年に結成し、同年にアルバム『Hold On Tight』でデビュー。

## メンバー
現メンバー
- キャサディー・ポープ（英: Cassadee Pope） – リード・ボーカル、アコースティック・ギター、ヴァイオリン（2008年 - 2011年、2019年、2024年 - ）
- マイク・ジェンティル（英: Mike Gentile） – リードギター、バッキング・ボーカル（2008年 - 2011年、2019年、2024年 - ）
- アレックス・リップショウ（英: Alex Lipshaw） – リズムギター、バッキング・ボーカル（2008年 - 2011年、2019年、2024年 - ）
- ジャージー・モリアーティ（英: Jersey Moriarty） – ベース、バッキング・ボーカル（2008年 - 2011年、2024年 - ）
- エリオット・ジェイムズ（英: Elliot James） – ドラムス（2008年 - 2009年、2024年 - ）

旧メンバー
- クリス・ジェンティール（英: Chris Gentile） – ベース、バッキング・ボーカル（2010年 - 2011年、2019年）
- パトリック・ミッケンジー（英: Patrick McKenzie） – ドラムス（2010年 - 2011年、2019年）

## 略歴
高校卒業したのを機に、キャサディーが中心となり2008年に結成。結成当初は”ブレイク”というバンド名であったが、新しいバンド名を公募し、現在の”Hey Monday”へと改名している。
その後、本国アメリカで2008年10月に、1stアルバム『Hold on Tight』でメジャー・デビューを果たす。
2009年2月には、Fall Out Boyのオープニング・アクトで初来日を果たす。そして同年6月には、Metro StationとKoopaと共に二度目の来日公演も行っている。また、10月にはエリオットがバンドから脱退している。11月、「ANIMAX MUSIX」とメンバーの成人を祝うイベント「ヘイ！アダルツDAY～オトナの階段上ってます。」出演のため、この年3度目の来日を果たす。
2010年、8月17日ミニアルバム『Beneath It All』を発表。8月23日にジャージー・モリアーティが脱退を表明した。
ボーカルのキャサディーはザ・キャブともコラボしている。
2011年、バンドはニューアルバムの制作を開始。2月8日に『Candles』、12月11日に『The Christmas EP」を発表した。更に、テレビドラマ『Glee』では楽曲「Candles」が使用された。12月、バンドが活動休止となることが発表された。
2019年11月25日、ナッシュビルで開催されたポップ・パンクのイベントでポープ、ジェンティル、リップショウの3人が出演し、共に演奏した。
2023年11月、翌年10月19日に開催される「When We Were Young Festival」にオリジナルメンバーで出演することを発表。

## ディスコグラフィ

### アルバム
| 発表                                     | タイトル                                                         | 各アルバムチャート最高位 | 各アルバムチャート最高位 |
| 発表                                     | タイトル                                                         | Billboard 200            | Top Heatseekers          |
| ---------------------------------------- | ---------------------------------------------------------------- | ------------------------ | ------------------------ |
| 2008年                                   | Hold On Tight - 発売日: 2008年10月7日。 - 販売レーベル: Sony BMG | —                        | 11                       |
| "—" は、チャートに入らなかった事を表す。 |                                                                  |                          |                          |

### EP
| 発表                                     | タイトル                                                            | 各アルバムチャート最高位 | 各アルバムチャート最高位 |
| 発表                                     | タイトル                                                            | Billboard 200            | Top Heatseekers          |
| ---------------------------------------- | ------------------------------------------------------------------- | ------------------------ | ------------------------ |
| 2010年                                   | Beneath It All - 発売日: 2010年8月17日 - 販売レーベル: Sony BMG     | 25                       | —                        |
| 2011年                                   | Candles - 発売日: 2011年2月8日 - 販売レーベル: Sony BMG             | —                        | —                        |
| 2011年                                   | The Christmas EP。 - 発売日: 2011年12月6日 - 販売レーベル: 自主制作 | —                        | —                        |
| "—" は、チャートに入らなかった事を表す。 |                                                                     |                          |                          |

### シングル
| 発表                                     | 曲名                  | 各チャート最高位 | 各チャート最高位 | 収録アルバム   |
| 発表                                     | 曲名                  | US Alternative   | Japan Hot100     | 収録アルバム   |
| ---------------------------------------- | --------------------- | ---------------- | ---------------- | -------------- |
| 2008年                                   | "Homecoming"          | —                | 27               | Hold on Tight  |
| 2009年                                   | "How You Love Me Now" | —                | —                | Hold on Tight  |
| 2010年                                   | "I Don't Wanna Dance" | —                | —                | Beneath It All |
| 2011年                                   | "Candles"             | —                | —                | Candles        |
| "—" は、チャートに入らなかった事を表す。 |                       |                  |                  |                |